# 滕內爾希爾 (喬治亞州)
滕內爾希爾（英語：Tunnel Hill）是一個位於美國喬治亞州惠特菲爾德縣的城市。

## 地理
滕內爾希爾的座標為34°50′45″N 85°02′35″W / 34.84583°N 85.04306°W，而該地的平均海拔高度為256米（即840英尺）。

## 人口
根據2010年美國人口普查的數據，滕內爾希爾的面積為3.90平方千米，當中陸地面積為3.90平方千米，而水域面積為0.00平方千米。當地共有人口856人，而人口密度為每平方千米219.49人。